# Секирино (Наро-Фоминский район)
Секирино — деревня в Наро-Фоминском районе Московской области, входит в состав сельского поселения Волчёнковское. Численность постоянного населения по Всероссийской переписи 2010 года — 3 человека, в деревне числятся 3 улицы. До 2006 года Секирино входило в состав Афанасьевского сельского округа.
Деревня расположена в юго-западной части района, на правом берегу безымянного правого притока реки Исьма (приток Протвы), примерно в 12 км к юго-востоку от города Верея, высота центра над уровнем моря 171 м. Ближайшие населённые пункты — Спасс-Косицы в 300 м, на противоположном берегу реки, Князевое в 2 км на восток и Верховье в 2 км на юго-запад.